# Накрохин, Прокофий Егорович
Прокофий Егорович Накро́хин (1850—1903) — прозаик, журналист.

## Биография
Из многодетной купеческой семьи. Родился в Великом Устюге. Учился в архангельской гимназии (1858—1864), вышел из после шестого класса до окончания курса; по желанию отца брал частные уроки коммерческих знаний, английского и немецкого языков. Благодаря богатой домашней библиотеке и родительскому влиянию рано приобрёл вкус к литературе и театру. После смерти матери (1864) и отца (1866) и ликвидации его дела «на долю семьи остался только небольшой дом». Дети были записаны в мещанское сословие. На Накрохина легли заботы о младших братьях. Накрохин сохранил контакты с братьями до конца жизни. Сам Некрохин детей не имел.
Служил в торговой конторе в Вятской губернии, ездил на ярмарки, плавал на барках с рабочими в Архангельск, там же работал в льняной артели. По достижении совершеннолетия сдал экзамены на звание учителя. Служил учителем в Архангельске (1871—1876), одновременно печатаясь в газетах «Санкт-Петербургские ведомости», «Новое время», «Молва», «Неделя».
Переехав в Петербург (1879), работал репортёром, писал публицистические статьи, заметки на современные темы и проч. Его первые беллетристические опыты — «Входящий и исходящий», «Вор» — появились в 1889—1890 гг. в «Книжках Недели». В этом же издании помещены его рассказы и очерки: «Грёза», «Талисман», «Стихия», «Сказка и правда». Все его произведения отличаются яркой художественностью, оригинальной манерой, тонкостью психологического анализа. В 1899 году вышел сборник его рассказов: «Идиллия в прозе»; спустя год потребовалось новое издание. Накрохин умер в больнице для душевнобольных.